# Mariano Blatt
Mariano Blatt (Buenos Aires, 21 de septiembre de 1983) es un poeta y editor argentino. Desde 2010 y 2015 codirige, respectivamente, las editoriales Blatt & Ríos y De Parado.

## Biografía
Mariano Blatt nació el 21 de septiembre de 1983 en la ciudad de Buenos Aires, Argentina. En 2006, publicó su primer libro de poemas, Increíble. Antes de eso, en 2004, publicó poemas en la red social Fotolog. Su obra se dio a conocer, en gran parte, en 2010, gracias a la plataforma YouTube, donde sus videos recitando poemas acumularon más de veinte mil visualizaciones.
En 2010, fundó junto a Damián Ríos la editorial independiente Blatt & Ríos, y, en 2015, la editorial gay De Parado, junto a Francisco Visconti. En 2018, dirigó, con Eduardo Williams, el cortometraje Parsi.

## Vida personal
Su pareja fue la artista, poeta y dj Perla Zúñiga, que falleció en 2024.

## Obra

### Poesía
- Increíble (2006)
- El pibe de oro (2009)
- Pasabobos (2010)
- Hielo locura (2011)
- Nada a cambio (2011)
- No existís (2011)
- Alguna vez pensé esto (2014)
- Mi juventud unida (2015, Mansalva)
- Mi juventud unida: edición definitiva (2020, Blatt & Ríos)
- Un lago que sube (2021, Neutrinos)
- La puertita de alambre (2024, Caballo Negro)

### Otros
- 200 ideas de libros (2017)
- Alguna vez pensé esto (Diarios 2012-2021) (2022, Caballo negro)